# Oryctometopia fossulatella
Oryctometopia fossulatella är en fjärilsart som beskrevs av Émile Louis Ragonot 1888. Oryctometopia fossulatella ingår i släktet Oryctometopia och familjen mott. Inga underarter finns listade i Catalogue of Life.